# District de Ia Pa
Ia Pa est un district rural de la province de Gia Lai, dans les montagnes centrales du Viêt Nam

## Géographie
Le district couvre une superficie de 871 km2.
La capitale du district se trouve à Ia Trok. 